# 巨扇珊瑚屬
巨扇珊瑚屬（學名:Annella,英文:Giant Sea Fans）是軟柳珊瑚科的一個屬，英文稱作海扇。生活在印度洋-太平洋海域的地區。有橘色、黃色、紅色、粉色等繽紛的顏色。此屬有兩種分別是:
- 軟巨扇珊瑚 Annella mollis (Nutting, 1910)
- 網狀巨扇珊瑚 Annella reticulata (Ellis & Solander, 1786)

## 資料來源
1. ↑  . www.marinespecies.org.   [2023-09-04]. （原始内容存档于2023-09-04） （英语）.
2. ↑  . www.gbif.org.   [2023-09-09] （中文（臺灣））.